# Alchemilla helgurdica
Alchemilla helgurdica é uma espécie de rosácea do gênero Alchemilla, pertencente à família Rosaceae.